# Петербургская императорская труппа

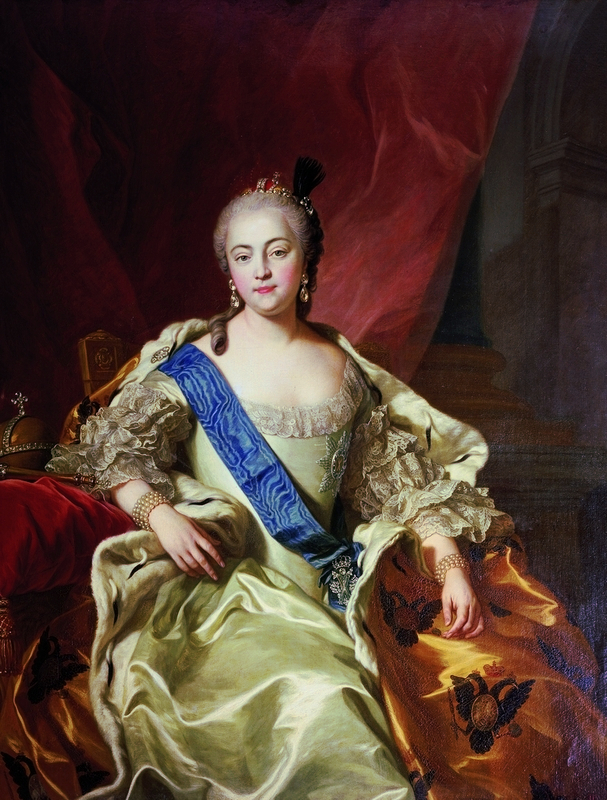
Императрица Елизавета Петровна-создательница театральной императорской труппы в России.

Петербургская императорская труппа входила в состав русской театральной императорской труппы в течение 1756—1917 гг. 

## Указ от 30 августа 1756 года
Указ о создании русских императорских театров издала императрица Елизавета Петровна 30 августа 1756 года. Поскольку императорский двор к этому времени располагался в Санкт-Петербурге, именно там и создавалась императорская театральная труппа.
Первоначально труппа состояла преимущественно из русских крепостных артистов, которых специально обучали для новой профессии, завезенной европейцами. Вся труппа создавалась по аналогии барского имения с холопами. Однако через некоторое время было решено, что негоже крепостным соприкасаться с царствующими особами, и все крепостные, купленные в структуру императорских театров, немедленно получали свободу.
Театр был не только царской прихотью, в нём была необходимость, продиктованная политическими целями: Россия безумно отставала от стран Западной Европы, что было осмыслено ещё в XVII веке. Необходимо было соответствовать европейской цивилизации. В Европе уже давно развивались науки и искусства. И Россия стала зазывать к себе иностранных специалистов-учителей, требовались все: техники, медики, фармацевты, естествоиспытатели, музыканты, хормейстеры… Особенно неистовствовал на этом поприще царь Пётр I: он требовал внедрения европейства немедленно, причем делал это отнюдь не европейскими методами. Гонорары европейцам российская казна обещала такие, каких им вовек не видать в Европе. Материальный стимул возымел свое действие — иностранцы стали приезжать в страну, удивлявшую их своими дикими обычаями и варварством. Кто-то, отработав положенный по договору срок, возвращался домой, а кто-то так навсегда и оставался в России, а уж их потомки вообще не знали другой страны — они были русскими и по воспитанию, и по ментальности, и по образованию…Дочь Петра Первого, императрица Елизавета, продолжала ту же политику. Область её интересов затрагивала сферу искусств. Театр тоже должен был найти место в России. Указ о создании императорских театров сыграл огромнейшую роль в развитии России. Очень скоро императорская труппа стала пополняться европейскими гастрольными коллективами, приезжавшими в Россию, но не находившую должного понимания и необходимого количества русских зрителей для собственного существования. Эти труппы, как правило, влачили жалкое существование в России, но русскими императорами делалось все, чтобы те не покидали России, — европейские труппы принимались в лоно созданной императорской театральной системы и оплачивались русской казной. И это всё оказалось не напрасно: театр как искусство был внедрен в русское общество.

## В других местах
Постепенно сфера деятельности императорских театров расширилась: появились Московская императорская труппа (в 1801 году был выкуплен московский Петровский театр, принадлежавший англичанину-антрепренеру Майклу Меддоксу), затем Польская.
Главной и более престижной оставалась Петербургская императорская труппа — Санкт-Петербург являлся российской столицей, и именно там заседала Дирекция императорских театров, раздававшая указания всем труппам.

## Структура
В единую Петербургскую труппу входили в разное время её подразделения: русская, французская, итальянская, немецкая труппы. В иноязычных подразделениях работали в основном приглашенные европейские гастролирующие актёры.
Императорская труппа поначалу не делилась по жанрам: каждый артист выступал с тем, что умел делать: кто пел, кто танцевал, кто декламировал… Но труппа развивалась и росла, появлялись новые технологии. Главный капельмейстер Петербургской труппы Катарино Кавос выступил с идеей разделения музыкальной и драматической трупп. Это и было сделано в 1836 году. Театральные помещения поначалу не разделялись по жанрам: на одних и тех же сценах шли и балеты, и оперы, и драмы — разделения по театрам произошло несколько позже, в конце XIX века.
В ведении Петербургской труппы была своя церковь и поп — справлялись только православные богослужения; это было обязательным условием. Правда, исключения делались для других христианских религий. А вот даже в поздние годы существования труппы еврейские артисты вынуждены были креститься в православии для работы в императорской труппе. Правда, когда во главе дирекции императорских театров встал князь Волконский (с 1899 г.), доступ на казенную сцену иноверцам стал широко открыт, о чём писал в своих воспоминаниях последний директор императорской труппы Владимир Аркадьевич Теляковский.

## Деятельность
Артистов императорской труппы в первое время не делили на драматических и музыкальных — все должны были уметь танцевать (техника балета ещё не была столь изощренной, как современная), петь, декламировать и исполнять роли. Многие первые русские артисты императорской труппы были вообще безграмотными и вынуждены были учить роли на слух — то есть кто-то читал им текст, а они запоминали. То же самое было и с певцами — не зная нотной грамоты, они ориентировались исключительно на слух, и в этой связи огромную роль сыграл капельмейстер Петербургской труппы Катарино Кавос, став первым настоящим музыкальным педагогом русских певцов. Русский драматический актёр и известный водевилист Петр Андреевич Каратыгин в своих мемуарных «Записках» воспевал К. Кавосу хвалу (орфография сохранена): «Он вполне может назваться основателем русской оперы в Петербурге, потому что до него игрались у нас оперы только иностранных композиторов. Кто бы мог поверить, что бо́льшая часть певцов и примадонн того времени не знали почти вовсе музыки и, благодаря неусыпному, тяжкому труду Кавоса, пели (по слуху) в операх: Моцарта, Паэзьелло, Чимаразо, Спонтини, Шпора, Херубини, Мегюля и других первоклассных маэстро. Чего ему стоило с каждым отдельно выдалбливать его партию, налаживать ежедневно, то как канарейку, то как снегиря и потом согласовать их вместе в дуэтах, трио, квартетах, квинтетах и, наконец, в финалах! Непостижимый труд, дивное терпение, просто геркулесовский подвиг! За то все время дня, чуть ли иногда не до глубокой ночи, он посвящал своим ученикам и службе».
Профессия артистов была непрестижной, «холопской» — то есть люди из приличного общества (дворяне) в артисты не шли (появлялись исключения — например, Сила Николаевич Сандунов, — но их было мизерное количество). И отношение к их обществу было таким же. Особенно тяжела оказалась подневольная жизнь молодых девочек-актрис. И театральное начальство, и служители императорского двора, и даже сам император (особенно это касалось Николая Первого) не считали зазорным использовать их для своих сексуальных потребностей, да и сами юные красавицы понимали, что другого способа выжить у них нет. Приближенность к императорскому двору вносила свои характеристики в их судьбу. Императорские чиновники совершенно искренне полагали, что актрисы — это их холопки в доверенной им «усадьбе», и использовали так, как это привычно было барам по отношению к крепостным девицам. Обратиться за помощью бедным девочкам было некуда и не к кому. В свое время императрица Екатерина Вторая лично спасала от секспритязаний будущую выдающуюся русскую актрису, а тогда лишь начинающую сценическую жизнь Елизавету Сандунову. А вот император всея Руси и прочая Николай Первый самолично высматривал себе любовниц из Петербургской труппы, и список его наложниц оказался огромен. А чтобы красавицы не позволяли себе лишнего, даже был издан царский указ о запрете для дворян жениться на артистках императорской труппы. Правда, со временем закон этот всё чаще нарушался…
Потребовались десятилетия, чтобы социальный статус артистов изменился.
Но были и льготы в императорской труппе. Старые артисты, покидая государеву службу, обеспечивались пожизненной государственной пенсией, чего не было в появившихся в XIX веке частных труппах.
Постепенно наметилась разница между Петербургской труппой и Московской: Петербургская — столичная, состоящая при императорском дворе, требовала больших средств и внимания, она и получала материально значительно больше денег и реквизитов; Московская труппа была куда беднее, но удаленность от императорского двора давала больше свобод. Сказалась и разница в зрителях: если в петербургских театрах главными зрителями были царствующая семья, свита и приближенные ко двору чиновники из знати, вышколенных царедворцев, блистательного высокого офицерства и их жен и дочерей (или любовниц), то московская публика представляла собой в основном разночинную интеллигенцию, а студенты московского университета слыли самыми заядлыми любителями театральных представлений. Соответственно на них и ориентировались театральные постановки. Если на петербургских сценах предпочтение отдавалось официозу и маршам, то Москва развивала лирическую песню. В балете эта разница проявлялась в том, что Петербург свято хранил традиции французского классического балета, а Москва развивала народный танец, ища пути соединения его с академизмом. Особенно это стало видно в балетном спектакле «Конек-Горбунок» на музыку Цезаря Пуни в постановке А.Сен-Леона (1864 г.), где балетмейстер впервые использовал русские народные танцы, однако поставил лишь стилизацию под них, что было совершенно не принято московской труппой, серьёзно разрабатывавшей данную тематику, которую категорически отвергал Петербург.
Учитывая, что ни стадионов, ни кинотеатров ещё не было и в помине, театр стал главным времяпровождением «приличного общества». Каждая премьера — балет ли, опера или драматический спектакль — обсуждалась широко, громогласно и в прессе, и в бытовых разговорах — вплоть до следующей премьеры. Специалистами в театроведении были все, кто соотносил себя с культурным слоем Санкт-Петербурга.
Если раньше главными деятелями русского театра были иностранцы, то с середины XIX века на русскую сцену все увереннее стали входить русские артисты, драматурги, музыканты, художники. Они не просто выучились у иностранных специалистов, они теперь создавали свое русское искусство. В XIX веке продолжали сосуществовать в Петербургской труппе и её иностранные подразделения: итальянская, французская и немецкая труппы — туда за казенный кошт приглашались гастролирующие артисты, но значение этих трупп постепенно уменьшалось в связи с развитием русского отделения Петербургской труппы. И хотя основные должности привычно отдавались европейцам (для примера см. Главные балетмейстеры Санкт-Петербургского (Ленинградского) государственного балета), но в недрах европейской культуры, царящей в России, уже появились именно русские темы, русские проблемы, а театр стал искусством социальным, поднимавшим глубинные вопросы всех аспектов жизни.
Если в начале 19 столетия отношения к артистам было как к холопам, то уже к концу того же XIX века артисты представляли собой грамотных интеллигентных людей, имеющих голос в обществе; в 1896 году появилось звание «Заслуженный артист императорских театров» (первыми его получили шесть артистов драматического отделения Петербургской труппы), а певцу императорской труппы Ф. И. Стравинскому, одному из интеллигентнейших людей эпохи, собравшему огромную библиотеку, по случаю его юбилея в 1901 году была назначена аудиенция у императора Николая II, то есть он был принят по протоколу со всеми уважениями и почестями, кои положены выдающемуся юбиляру.
К концу XIX века ситуация была уже настолько прямо противоположная, что деяния начальства порой встречали рьяный отпор со стороны артистов. В своих мемуарах В. А. Теляковский писал, что когда директор императорских театров С. М. Волконский пробовал делать замечания артистам, то натыкался на противодействие: «М. Г. Савина на сделанное ей пустячное замечание повторила ошибку еще резче. Н. И. Фигнер решил не петь такую-то оперу, и понадобилось вмешательство Ю. Ф. Абаза, чтобы написать трактат о примирении Н. Н. Фигнера директором. М. Кшесинская юбки еще укоротила и т. д.».
С конца XIX века весьма серьёзно стали проявлять себя частные труппы. Поддержанные богатыми любителями, они буквально «скупали» артистов императорских театров. В. А. Теляковский привел в своих воспоминаниях пример с известным драматическим артистом К. А. Варламовым: «На днях в Александринском театре был отменен спектакль Островского „Горячее сердце“ из-за болезни Варламова, а оказалось, что „больной“ играл в Кронштадте, и я об этом узнал совершенно случайно на следующий день».

## Театральная школа
Обучали будущих артистов в Театральной школе-пансионе, тоже подчиняющейся дирекции императорских театров — там дети жили и учились за счет казны. Служба артиста была мало престижной и детей из богатых семей туда не отдавали. Обстановка для детей была тяжелая — педагоги порой пьянствовали, детей били, они часто голодали, старшие издевались над младшими, обучение по общим предметам было поставлено плохо, артисты порой еле владели грамотой. Зато дети с раннего возраста уже выступали на сцене в небольших ролях. О тяжелой доле учеников Петербургского театрального училища оставил воспоминания выдающийся русский артист Тимофей Алексеевич Стуколкин. Сетовал на образование в театральной школе и её выпускник П. А. Каратыгин: «Были у нас тогда учителя танцевания, пения, музыки, фехтования, а учителя драматического искусства, кажется, и по штату тогда не полагалось». Правда, при театральном училище был свой врач, то есть здоровьем детей там занимались.
А по поводу безграмотности артистов петербургской сцены ещё в первой половине XIX веке существует множество воспоминаний. Актёр более позднего поколения А. А. Нильский в своей мемуарной книге рассказал, что застал то время, когда уже немолодые тогда артисты не умели даже правильно расписаться в получении жалования. Известен случай с актрисой начала XIX века Еленой Ежовой-Гусевой: она обратилась в дирекцию с просьбой предоставить ей бенефис, однако резолюция гласила «отказать»; не сумев правильно её прочитать, немолодая женщина, талантливая актриса, начала готовиться к бенефису — и лишь позже выяснилось, что разрешения на него не дано.
Так продолжалось до тех пор, пока директором театральной школы не был назначен Павел Степанович Фёдоров: он резко ужесточил дисциплину (в первую очередь — сексуальную, до того женская часть театральной школы мало отличалась от обычного публичного дома — разве что была на гособеспечении) и, повыгоняв безграмотных учителей, нанял других, настоящих педагогов — уровень выпускников школы немедленно изменился.
Постепенно рос и изменялся статус театрального училища — в конце XIX века уже не считалось зазорным идти учиться «в артисты», профессия становилась даже престижной, а для поступления требовалось сдать экзамен. Ушли и другие обязательные прежде традиции и строгости.

## Театры
Театральные помещения Петербурга делились на два вида: сугубо императорские, предназначенные исключительно для императорских семей, их свиты и гостей (Эрмитажный театр или театральные залы во дворцах и др.) и публичные, где любой желающий мог посмотреть представление, оплатив свой визит в театр — купить разовый билет или приобрести ложу на какой-то определённый срок. Деньги, вырученные за спектакли, шли в казну; оплачивались и служащие сцены, и все расходы на представления тоже из казны.
Театральных помещений в Петербурге было множество. За время своего существования Петербургская императорская труппа работала в нескольких театральных зданиях: Оперный дом у Невской першпективы (1742—1749); Оперный дом у Летнего сада (1750—1763); Вольный Российский Театр (он же Театр Карла Книппера) с 1777 года (в 1783 г. куплен в казну и получил название Городской Деревянный театр — 1797); императорский театр при Гатчинском дворце (открыт при Павле I, то есть конец XVIII века — до 1917); Китайский театр в Царском Селе (1779 года — сгорел во время Великой Отечественной войны в 1941 г.), Эрмитажный театр (с 1785); Большой Каменный театр (1784—1886); Малый театр (театр Казасси) (с 1803); Кушелевский (Немецкий) театр (принадлежал семье Кушелевых; 1799 — сгорел в 1804 году; затем здание было отдано императорской труппе); театр у Чернышева моста (ныне мост Ломоносова — с 1825, вскоре сгорел); Новый театр (театр у Симеоновского моста — с 1828); Каменноостровский деревянный театр (на императорской даче, с 1827), Александринский театр (с 1832 г., с 1880-х гг. театр стал сугубо драматическим); Михайловский театр (с 1833); Театр-цирк (1849—1859, сгорел); Мариинский театр (с 1860), Театр при зоопарке и другие.
На сценах во всех этих театральных помещениях — и сугубо семейных императорских, и публичных — работали одни и те же артисты. Их развозили по театрам и вечерам по домам тоже за счет императорской казны в специальных больших многоместных каретах-рыдванах.
Во второй половине XIX века решено было упорядочить театральные здания по жанрам. Михайловский театр был отдан гастролирующим за счет императорской казны европейским труппам; Мариинский театр стал музыкальным — там давали оперы и балеты, Александринский — драматическим. Так с тех пор это и осталось. Правда, в драматических спектаклях часто предполагались танцевальные сцены, для участия в них специально привозили артистов смежной части императорской труппы — балетной.
В самом конце XIX — начале XX вв. время от времени театральные помещения сдавались частным театрам, значение которых в это время очень выросло. Михайловский театр с 1907 года стал весной сдаваться за самую минимальную плату Художественному театру Станиславского — это был знак уважения к заслугам Станиславского, театр которого получал всё больший и больший интерес зрителей.

## Дирекция
Одно время (начало XIX века) Петербургскую труппу возглавлял Александр Иванович Храповицкий.
Дирекцию императорских театров в разные годы возглавляли (они возглавляли не только петербургское отделение, но всю императорскую труппу):
- И. П. Елагин — с 20 декабря 1766 г. по 21 мая 1779 г.; это был первый директор императорских театров[2]
- В. И. Бобиков — с 1779 по 1783 гг.

- князь Николай Юсупов — с 1791 по 1799 гг.
- граф Николай Шереметев — 1799 г.
- обер-гофмаршал Александр Львович Нарышкин — с 1799 по 1819 гг.
- князь Петр Иванович Тюфякин
- князь Сергей Сергеевич Гагарин — с 1829 по 1833 гг.
- Александр Михайлович Гедеонов — с 1833 по 1858 гг.
- гофмейстер Андрей Иванович Сабуров — с 1858 по 1862 гг.
- граф Александр Михайлович Борх — с 1862 по 1867 гг.
- гофмейстер Степан Александрович Гедеонов — с 1867 по 1875 гг.
- статс-секретарь барон Карл Карлович Кистер — с 1875 по 1881 гг.
- обер-гофмейстер Иван Александрович Всеволожский — с 1881 по 1899 гг.
- Сергей Михайлович Волконский — с 1899 по 1901 гг. (приходился племянником Всеволожского, который и рекомендовал его на свое место, уходя с этой должности[5])
- Владимир Аркадьевич Теляковский — с 1901 по 1917 гг.

## Прекращение Петербургской императорской труппы
После свершения Февральской революции 1917 г. Дирекция императорских театров была переименована в Дирекцию государственных театров, которую возглавил Фёдор Батюшков. Дирекция просуществовала до ноября 1917 года. Октябрьская революция внесла коррективы в театральную сферу: Петербургская императорская труппа была расформирована; каждый императорский театр, утеряв принадлежность к империи, перешёл к советской власти, но уже в новом качестве — со своей труппой, собственной администрацией и т. д.